# Secessio plebis
 "Secessio" omdirigeres hertil. For andre betydninger af Secessio, se Secessio (flertydig).
Secessio plebis ("tilbagetrækning af plebejerne" eller "plebejiske secessioner") var en uformel magtudøvelse af de plebejiske borgere i den Romerske Republik mellem det 5. århundrede f.Kr. og det 3. århundrede f.Kr. Det svarende i konceptet til en strejke. Under secessio plebis udvandrede plebejer fra byen (Rom) i massevis i en protestudvandring og efterlod den patricianske orden til sig selv. Derfor betød en secessio, at alle butikker og værksteder blev lukket, og alle kommercielle transaktioner derfor stor set ophørte. Dette var en effektiv strategi under Stænderkampene på grund af plebejernes styrke i antal. Plebejiske borgere udgjorde således størstedelen af den Romerske Republiks befolkning og producerede det meste af dets mad og ressourcer, mens én patricier-borger var medlem af den øvre klasse (svarende til den senere tids Landed gentry og adel), der udgjorde mindretallet af de romerske borgere. Forfattere har angivet forskellige tal for, hvor mange secessioner der var. M. Cary og H. H. Scullard hævder, at der var fem mellem 494 f.Kr. og 287 f.Kr.